# Kongen og dronningen
Kongen og dronningen er en film instrueret af Anahi Testa Pedersen.

## Handling
Kongen og Dronningen handler om en dreng og en pige og det slæng, de er en del af. Børnene leger og hænger ud på en asfaltbane med et højt gitter omkring i en baggård på Nørrebro i København.